# Фридрих I (король Пруссии)
Фри́дрих I (нем. Friedrich I.; 11 июля 1657[…], Кёнигсберг, Пруссия — 25 февраля 1713[…], Берлин, Пруссия) — курфюрст Бранденбурга под именем Фридрих III с 1688 года, первый король Пруссии c 1701 года, представитель династии Гогенцоллернов.

## Биография

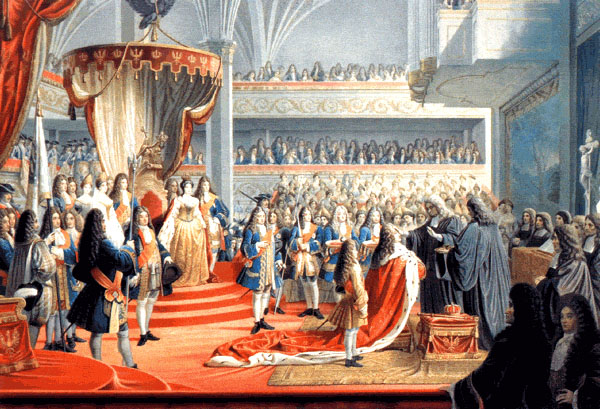
Коронация Фридриха в кирхе Кёнигсбергского замка

Фридрих, сын курфюрста Бранденбургского Фридриха Вильгельма, прозванного Великим курфюрстом, родился в Кёнигсберге 11 июля 1657 года от первой жены своего отца — Луизы-Генриетты. Смерть старшего брата Карла-Эмиля в 1674 году открыла ему путь к короне.
Слабый здоровьем, бесхарактерный, легко поддававшийся влияниям, он был склонен к пышности и блеску. Поразительное различие между ним и отцом его отмечено всеми историками — различие в характере, воззрениях и стремлениях. Лависс метко называет Фридриха блудным сыном в семье скупцов. Наряду со страстью к роскоши стояло поклонение Фридриха III всему французскому. В «Deutsch-französische Modegeist» 1689 года говорится: «Теперь все должно быть французским: французский язык, французская одежда, французская кухня, посуда, французские танцы, французская музыка и французская болезнь. Гордый, лживый, развратный французский дух совершенно усыпил немцев». На содержание двора тратилось в год до 820 000 талеров, то есть всего на 10 000 талеров меньше, чем на содержание всего гражданского управления государства. Фридрих II характеризовал своего деда словами: «Великий в малых делах и малый в великих».

## Внешняя политика
Не следует, однако, думать, что Фридрих I совершенно забыл традиционные заветы Гогенцоллернов. После смерти отца в 1688 году он стал курфюрстом Бранденбургским под именем Фридрих III. Во внешней политике он держался тесного союза с Веной, но потребовал уступки Швибуса. Споры по этому предмету окончились только в 1694 году; император заплатил курфюрсту за Швибус 250 000 гульденов и признал за ним право на Ост-Фрисландию. Тем не менее, в союзе с императором Священной Римской империи Леопольдом I Фридрих участвовал в войнах против короля Франции Людовика XIV, когда пришёл на помощь императору с 20 000 войском; последнему удалось отнять у французов Бонн, Рейнберген и Кайзерверт. До конца войны Фридрих оставался непримиримым врагом французов. Помощь оказал Фридрих императору Леопольду и в турецкой войне. Близок был Фридрих и с Вильгельмом Оранским, права которого на английский престол энергично поддерживал. Действующая армия выросла при Фридрихе с 30 000 человек, оставленных ему отцом, до примерно 39 000.
По Рисвикскому миру 1697 года Бранденбург не получил никакого территориального вознаграждения. Зато Фридрих в том же году куплей приобрёл от курфюрста Августа II Саксонского Кведлинбург и Нордхаузен, в 1703 году — Эльбинг, с округом, у Польши, в 1702 году графства Линген и Мёрс из Оранского наследия и в 1707 году Невшатель и Валанжин; в 1707 году он купил ещё графство Текленбург.

## Меценатство
Интересы Фридриха не ограничивались лишь военной областью. Главнейшим по влиянию лицом при Фридрихе III был в начале его царствования Эберхард фон Данкельман, человек твердый и верный законам страны. Придворные интриги довели его, однако, до падения, и его место в 1697 году занял Кольбе фон Вартенберг, придворный льстец и дипломат. Под влиянием своей второй жены Софии Шарлотты и знаменитого философа и учёного Лейбница он основал Академию художеств (1696), Академию наук (1700), открыл в Галле университет (1694), сюда из Лейпцига перешёл Франке. Фридрих привлекал на работу учёных, художников и скульпторов. Он воздвиг в Берлине величественный дворец и украсил столицу своих владений новыми зданиями и широкими улицами. Для своей жены он построил в Шарлоттенбурге (ныне район Берлина) дворец с парком и здание оперы.
Фридрих отличался веротерпимостью и продолжал давать у себя убежище изгоняемым из Франции и других католических стран протестантам; кроме гугенотов, в Бранденбург явились и последователи Вальденской секты из Савойи. Войны Людовика XIV в особенности много содействовали переселению в Бранденбург эмигрантов: так, эмигрантами из Пфальца Фридрих заселил Магдебург, все ещё не оправившийся после опустошений 30-летней войны. Приглашённые из Франции гугеноты (всего их прибыло около 25 000, из них около 5000 поселились в Берлине) начали развивать в Пруссии промышленность. Был издан в форме вопросов и ответов целый трактат о выгодах колонизации в Бранденбурге, в котором обстоятельно изложена вся программа Гогенцоллернов по этому вопросу. Не только гонимых за религию принимал у себя Фридрих, но всех вообще, кто только желал у него поселиться, например эмигрантов из Сент-Галленского, Бернского и Цюрихского кантонов. Начавшимся в то время в Германии развитием пиетизма король очень интересовался. Шпенера он сделал своим придворным проповедником; в Берлине нашёл приют и знаменитый юрист Томазий.

## Получение королевской короны

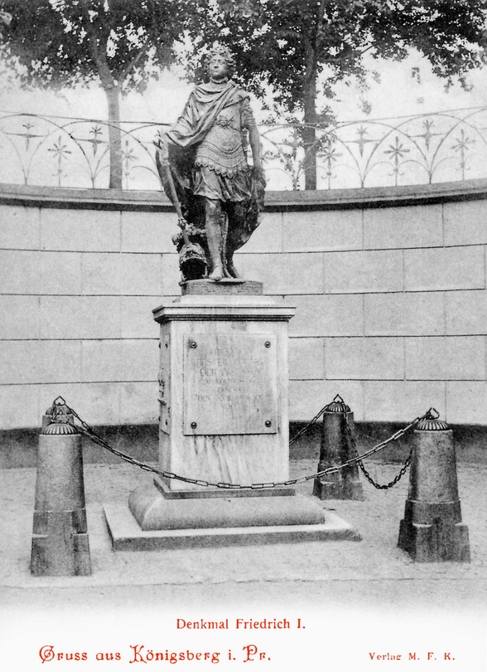
Памятник Фридриху I перед замком Кёнигсберг (1802, Андреас Шлютер), утрачен после Второй мировой войны

Важнейшим событием в царствование Фридриха было приобретение им прусской короны, значительно поднявшее значение Бранденбурга. Уже отменой завещания своего отца Фридрих показал, что стремление к абсолютизму и полной политической независимости — основное направление его политики. Вокруг Бранденбурга вырастали новые троны: Вильгельм Оранский сделался английским королём, курфюрст Саксонии Фридрих Август стал королём Польши, Эрнст-Август Ганноверский стал 9-м курфюрстом, а его сын Георг, судя по всему, должен был стать преемником королевы Анны на английском троне, Бавария стремилась получить Нидерландскую корону. Фридрих чувствовал, что Бранденбург должен сравняться с остальными германскими государями.
Так как, однако, он желал сделаться независимым королём, а не королём-вассалом, он и стал добиваться не бранденбургской короны, а прусской. В герцогстве Прусском, суверенном владении Гогенцоллернов, находившемся за пределами Священной Римской империи, он смог бы закрепить за собой статус короля и без согласия императора. Религиозные мотивы также побуждали курфюрста искать короны. Представители и защитники протестантства — скандинавские короли — потеряли теперь своё значение в Германии; курфюрст саксонский ради польской короны обратился в католицизм; единственным стражем протестантской церкви оставался Бранденбург; став королём, Фридрих мог с большим успехом отстаивать интересы своих единоверцев. Не все советники Фридриха одобряли его планы; некоторые указывали на польскую и английскую короны, которых курфюрст мог бы добиться для себя. Уже с 1693 года Фридрих вошёл в переговоры с императором по вопросу о своём короновании прусской короной.
При Леопольде большим значением пользовался набожный католик Вагнер, затем иезуит Вольф: они убеждали императора не соглашаться на просьбу Бранденбурга. Но поскольку Леопольд в 1700 году, ввиду надвигавшейся Войны за испанское наследство (1701—1713), стал искать себе союзников среди имперских князей, то наиболее щедрую помощь ему предложил Фридрих, требуя за то дарования ему короны. В декабре 1700 года последовало на то императорское согласие, а ещё в ноябре того же года Фридрих вступил в союз с Австрией. Однако формально в Германии уже был король — этот титул с IX века принадлежал императору Священной Римской Империи который именовал себя «римским», а после Максимилиана I «германским королём». Поэтому титул Фридриха звучал как «Король в Пруссии», подчеркивая тем самым, что, находясь в Бранденбурге, входящем в состав Империи, он является вассалом императора.

Бюст в Летнем саду (Санкт-Петербург). Начало XVIII века. Неизвестный немецкий скульптор.

18 января 1701 года в Кенигсберге торжественно и с большой пышностью отпраздновано было коронование. Фридрих короновал себя под именем Фридрих I, а также свою жену, что должно было подчеркнуть независимость его трона от любой светской или церковной власти. Тем самым он стал королём в Пруссии, одновременно оставаясь курфюрстом Бранденбургским. Ввиду огромных расходов, вызванных коронацией, назначен был специальный налог под именем Kronsteuer; он дал до 500 000 талеров. Корона обошлась Фридриху в 6 млн талеров. Результатом приобретения Фридрихом прусской короны была большая сплочённость государства. Как курфюрст, Фридрих зависел от императора, мог даже быть подвергнут проскрипции; как король, он пользовался политической и юридической автономией. Изменились и отношения к Польше: Пруссия — уже не уступленная Бранденбургу провинция, а королевство; коронация Фридриха была, стало быть, эмансипацией от Польши. Наряду с Габсбургским домом вырастает могущественная протестантская династия; король прусский становится покровителем всех тех, кто подвергался гонениям в католической Австрии. Фридрих II влагает в уста своего деда следующие слова: «Я приобрёл для вас титул, сделайтесь достойными его; я положил основание вашему росту и величию — вам предстоит довершить дело». В международной европейской семье одним королём — королём протестантом и немцев — стало больше.
Однако перемена в титуле не означала того, что отныне центр тяжести переместился из Бранденбурга в Пруссию: столицей и королевской резиденцией продолжал оставаться Берлин, а не Кёнигсберг. Правда, на новом королевском гербе появился не красный бранденбургский, а чёрный прусский орёл. Этот орёл — единственное звено, связывавшее королевство с Тевтонским рыцарским орденом, который властвовал в Пруссии до своего роспуска в 1525 году.

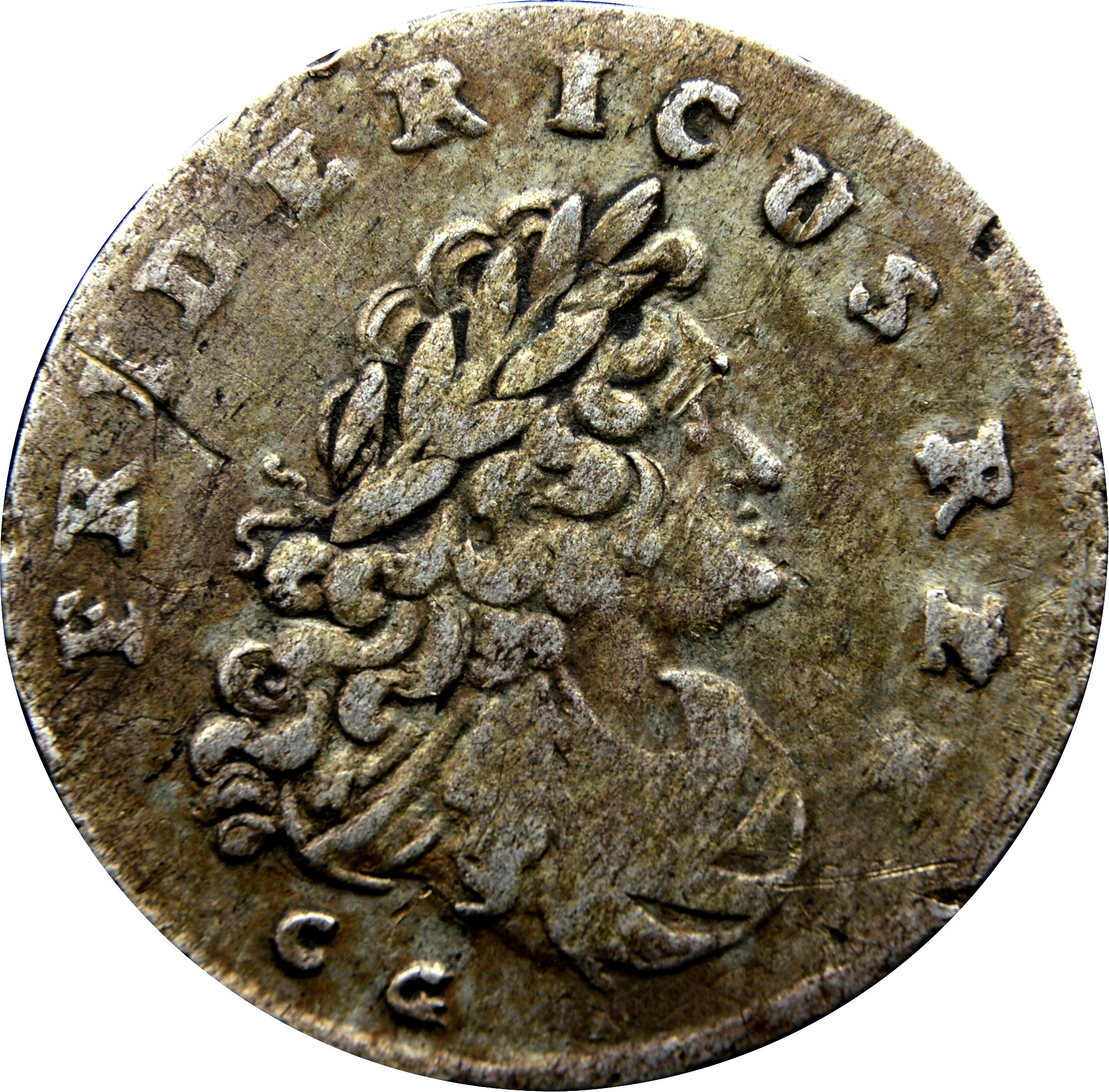
Монета с профилем Фридриха I

## Попытки реформ
С получением королевского титула любовь Фридриха к величию и блеску ещё более возросла. Пышность двора после 1701 года достигла крайних размеров. Министерский триумвират Вартенберга, Вартенслебена и Витгенштейна вызывал всеобщие упреки. Бедствия низших классов увеличились. Чтобы помочь бедному классу, создан был проект введения более рациональной системы управления обширными казёнными землями; предлагалось отдавать казённые земли в наследственную аренду, разделив их на более мелкие участки. Автором этого проекта был Христиан Любек. Своей реформой он желал освободить крестьян от тяжелых обязательств, наложенных арендаторами, заменить барщину денежным оброком. Далее проектировалось организовать из крестьянских сыновей нечто вроде местной милиции, которая могла бы защищать страну от вражеских нашествий. Попытки создать в государстве класс крестьян-землевладельцев после 1701 года разбились об упорное сопротивление знати. Сначала система наследственных аренд, введённая в обширных размерах, дала блестящие результаты, но в конце концов не оправдала возложенных на неё ожиданий. Пришлось снова вернуться к старой системе срочных аренд.
С 1701 по 1710 год главную роль играл Кабинет трех графов из придворного маршала Августа Давида цу Сайн-Витгенштейна, фельдмаршала Александра Германа фон Вартенслебена и Иоганна Казимира Кольбе.

## Участие в войнах
С 1700 года Фридрих участвовал в двух войнах — за испанское наследство и Великой северной. Это участие потребовало сначала новых налогов и ещё более усилило бедственное положение народа. В то же время затраты двора всё возрастали, а Пруссия была слишком бедна, чтобы нести это бремя и одновременно содержать большую постоянную армию.
Фридрих умер в Берлине 25 февраля 1713 года, его сын и наследник Фридрих Вильгельм I наращивал военную мощь и урезал все прочие расходы. По условиям Утрехтского мирного договора, подписанного 11 апреля 1713 года, Пруссия получила испанскую часть Верхнего Гельдерна (Испанские Нидерланды) и княжество Невшатель (Швейцария) в качестве вознаграждения за помощь в Войне за испанское наследство. Кроме того, Франция признавала за курфюрстами Бранденбургскими их титул «королей Пруссии».

## Личность
По отзыву Фридриха II,
Он был маленького роста и неказистый, выражение лица имел гордое, при вульгарной физиогномике. Душа его была словно зеркало, всё отбрасывающее от себя. [...] Тщеславие он принимал за величие. Показной блеск заботил его больше, чем полезные и добротные вещи. [...] Он горячо желал короны лишь потому, что нуждался в формальном предлоге для оправдания своего расточительного сумасбродства и слабости к пышным церемониям. 

## Потомки
- Первый брак: в 1679 году Фридрих женился в Потсдаме на принцессе Елизавете Генриетте Гессен-Кассельской (1661—1683).
  - Луиза Доротея (1680—1705), в 1700 году вышла замуж за наследного ландграфа Гессен-Кассельского, будущего короля Швеции Фредрика I
- Второй брак: в 1684 году Фридрих женился в Ганновере на принцессе Софии Шарлотте Ганноверской (1668—1705).
  - Фридрих Август (1685—1686)
  - Фридрих Вильгельм I (1688—1740), в 1706 году женился на принцессе Софии Доротее Ганноверской
- Третий брак: в 1708 году Фридрих женился в Берлине на герцогине Софии Луизе Мекленбург-Шверинской (1685—1735). Брак был бездетным.